# Henri De Deken
Henri De Deken (3 d'agost de 1907 - 12 de febrer de 1960) fou un futbolista belga.

## Selecció de Bèlgica
Va formar part de l'equip belga a la Copa del Món de 1930.